# Maurizio Fondriest
Maurizio Fondriest (ur. 15 stycznia 1965 w Cles) – włoski kolarz szosowy, mistrz świata i dwukrotny zdobywca Pucharu Świata. W czasach swojej sportowej aktywności był jednym z najlepszych „łowców klasyków”.

## Kariera
Fondriest został zawodowcem w roku 1987. Rok później, w wieku 23 lat zdobył złoty medal w wyścigu ze startu wspólnego na mistrzostwach świata w Ronse, a następnie zwrócił na siebie uwagę 2. miejscem w wyścigu Mediolan-San Remo. W kolejnych latach wygrywał często we włoskich wyścigach jednodniowych, zdobył także wiele czołowych miejsc w wyścigach Pucharu Świata w kolarstwie szosowym. W sezonie 1991 wygrał łączną klasyfikację Pucharu Świata.
Najbardziej udanym rokiem był dla niego 1993, kiedy wygrał 28 ze swoich wszystkich życiowych 70. zwycięstw. W barwach drużyny Lampre wygrał w tym roku m.in. Mediolan-San Remo, Strzałę Walońską, Mistrzostwa Zurychu, jak również wyścigi etapowe Tirreno-Adriático oraz Midi Libre. Wysoka forma dała mu w tym roku po raz drugi zwycięstwo w klasyfikacji Pucharu Świata. W kolejnych latach nie odnosił już tak oszałamiających serii zwycięstw, chociaż w 1994 roku wygrał w Tour de Pologne oraz Kellog's Tour. W 1996 roku wystartował na igrzyskach olimpijskich w Atlancie, gdzie zajął 37. miejsce ze startu wspólnego. Na tych samych igrzyskach był czwarty w indywidualnej jeździe na czas, przegrywając walkę o podium z Chrisem Boardmanem z Wielkiej Brytanii. Zakończył karierę w roku 1998.
Dziś pod nazwą „Fondriest” produkuje się wysokiej klasy rowery szosowe.